# 松が谷駅

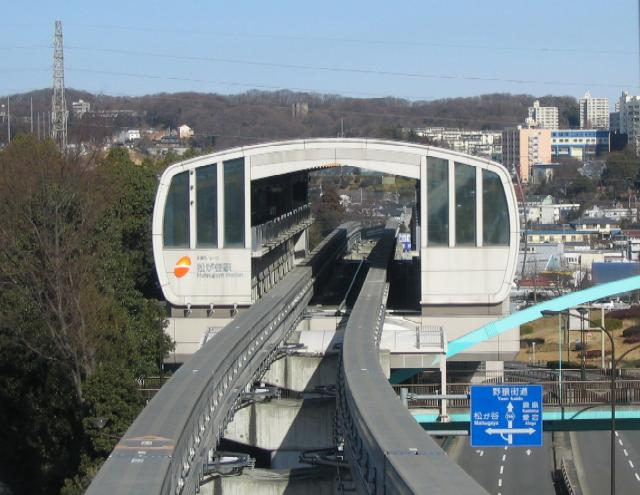
多摩センター方面から進入中の車両から撮影

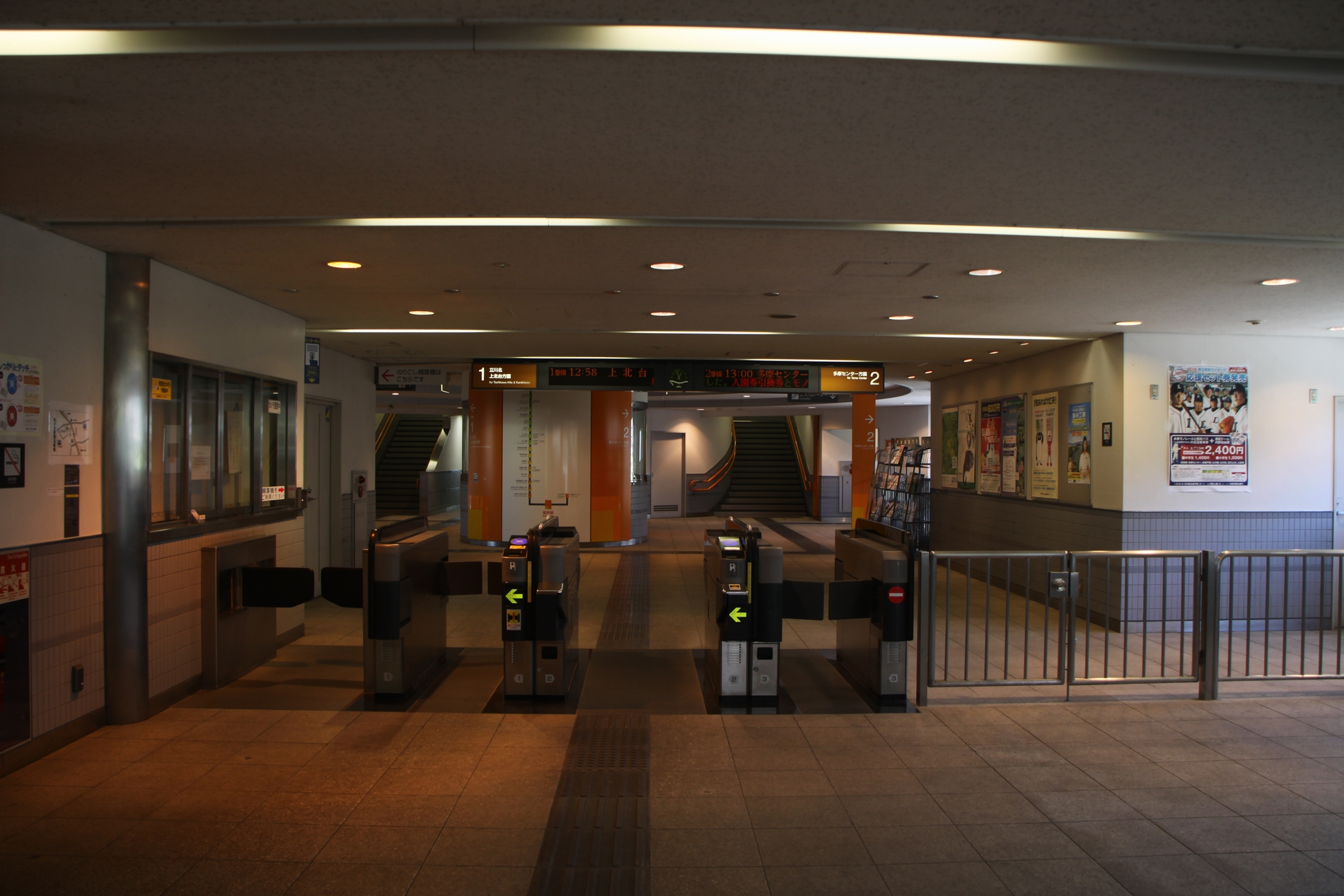
改札口

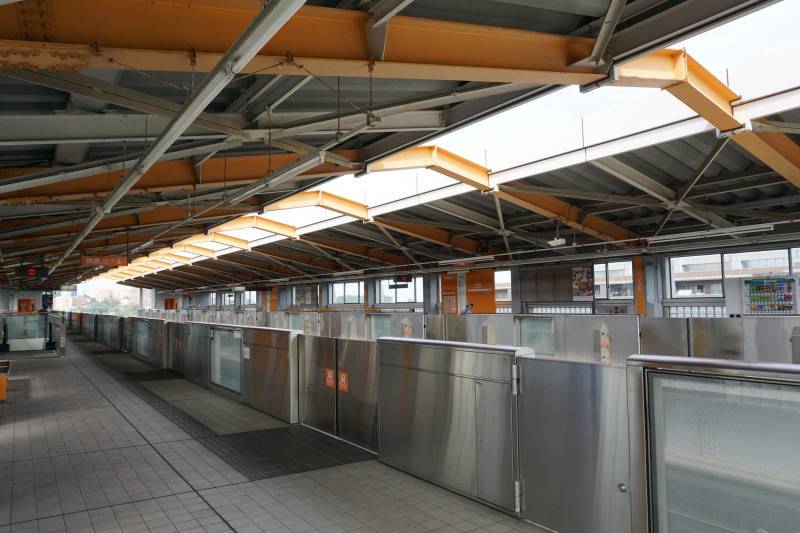
ホーム

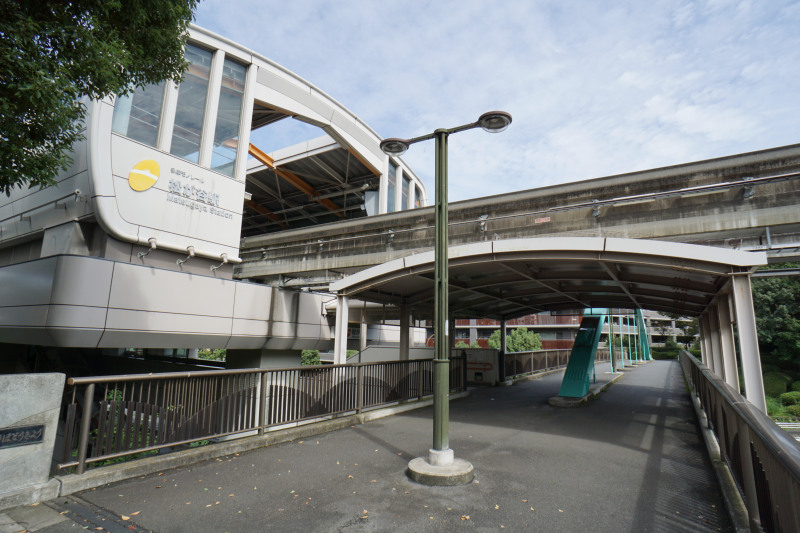
南側で接続する山根入歩道橋

松が谷駅（まつがやえき）は、東京都八王子市松が谷にある多摩都市モノレール線の駅。駅番号はTT02。

## 歴史
- 2000年（平成12年）1月10日：立川北 - 多摩センター間開通に伴い、開業。

## 駅構造
相対式2面2線ホームを持つ鉄骨構造の高架駅。通常は無人駅で監視カメラによる管理がなされているが、不定期的に職員がいる。
この路線の標準的な造りの駅ではあるが、通常の道路中央分離帯の上空ではなく、道路西側に沿った崖の傾斜面上にずらして建設されている。そのため、駅舎への出入口の位置が西側に面した地上と同じレベルにあり、乗客は上下移動を伴わずに利用でき、モノレールの駅としては珍しい動線設計が採用されている。出入口は南面にもあるが、こちらは歩行者専用道路につながる山根入歩道橋に連絡している。
ホーム階とコンコース階を繋ぐ登りエスカレーターとエレベーターが各ホームに1台ずつ整備されている。

### のりば
| 番線 | 路線                 | 行先             |
| ---- | -------------------- | ---------------- |
| 1    | 多摩都市モノレール線 | 上北台方面       |
| 2    | 多摩都市モノレール線 | 多摩センター方面 |

## 利用状況
2022年度の1日平均乗車人員は1,183人である。開業以来の1日平均乗車人員推移は下記の通り。
| 年度               | 1日平均 乗車人員 | 1日平均 乗降人員 | 出典       |
| ------------------ | ---------------- | ---------------- | ---------- |
| 1999年（平成11年） | 642              | 1,301            | [ モノ 2 ] |
| 2000年（平成12年） | 745              | 1,468            | [ モノ 2 ] |
| 2001年（平成13年） | 1,005            | 2,060            | [ モノ 2 ] |
| 2002年（平成14年） | 1,076            | 2,215            | [ モノ 2 ] |
| 2003年（平成15年） | 1,066            | 2,169            | [ モノ 2 ] |
| 2004年（平成16年） | 1,054            | 2,141            | [ モノ 2 ] |
| 2005年（平成17年） | 1,092            | 2,217            | [ モノ 2 ] |
| 2006年（平成18年） | 1,228            | 2,503            | [ モノ 2 ] |
| 2007年（平成19年） | 1,249            | 2,536            | [ モノ 2 ] |
| 2008年（平成20年） | 1,336            | 2,702            | [ モノ 2 ] |
| 2009年（平成21年） | 1,378            | 2,801            | [ モノ 2 ] |
| 2010年（平成22年） | 1,377            | 2,804            | [ モノ 2 ] |
| 2011年（平成23年） | 1,321            | 2,696            | [ モノ 2 ] |
| 2012年（平成24年） | 1,307            | 2,669            | [ モノ 2 ] |
| 2013年（平成25年） | 1,260            | 2,580            | [ モノ 2 ] |
| 2014年（平成26年） | 1,249            | 2,553            | [ モノ 2 ] |
| 2015年（平成27年） | 1,222            | 2,492            | [ モノ 2 ] |
| 2016年（平成28年） | 1,218            | 2,486            | [ モノ 2 ] |
| 2017年（平成29年） | 1,208            | 2,459            | [ モノ 3 ] |
| 2018年（平成30年） | 1,280            | 2,610            | [ モノ 4 ] |
| 2019年（令和元年） | 1,323            | 2,713            | [ モノ 5 ] |
| 2020年（令和02年） | 1,076            | 2,211            | [ モノ 6 ] |
| 2021年（令和03年） | 1,126            | 2,331            | [ モノ 1 ] |
| 2022年（令和04年） | 1,183            | 2,439            | [ モノ 1 ] |

## 駅周辺
多摩ニュータウンにおける丘陵地の高台に位置する、第17住区「鹿島」と第18住区「松が谷」との境界を通過する幹線道路の東京都道156号町田日野線上にあるが、この地はニュータウン計画で定められた、それぞれの住区に対する住民サービス施設が集積する「近隣センター」とは離れているため、駅の周りには商店街などは存在していない。駅舎は緑豊かで閑静な純然たる住宅地の中にあり公園施設も多く、鹿島・松が谷地区に大きく拡がる各住居地とは、歩行者専用道路を通じて車の通行を気にすることなく安全快適にアクセスできるようになっている。
- 八王子市由木東事務所（市民センター）
- 大塚東公園
- 大塚公園
- 大塚西公園
- 望地公園
- 東京都立松が谷高等学校
- デジタルハリウッド大学（八王子制作スタジオ）

## バス路線
最寄りの停留所は「モノレール松が谷駅（山根入）」である。京王電鉄バス桜ヶ丘営業所および多摩営業所によって運行される。
北方向
- 桜72：一の宮（愛宕東経由）
- 桜72・73：聖蹟桜ヶ丘駅（愛宕東・一の宮経由）

南方向
- 桜72：多摩センター駅
- 多11：多摩センター駅（松が谷経由）
- 多11：滝谷戸
- 桜73：多摩南部地域病院（多摩センター駅経由）

## 駅名の由来
- 八王子の地名からで、計画段階の仮称から一貫して『松が谷』であった。
- 計画段階から変更がない数少ない駅である。

## 隣の駅
多摩都市モノレール
 多摩都市モノレール線
大塚・帝京大学駅 (TT03) - 松が谷駅 (TT02) - 多摩センター駅 (TT01)